# Cattedrale dei Santi Pietro e Paolo (Luc'k)
La cattedrale dei Santi Pietro e Paolo (in ucraino Собор святих Петра і Павла?, Sobor svjatych Petra i Pavla) è la cattedrale di Luc'k, nel capoluogo dell'Oblast' di Volinia in Ucraina. Appartiene alla Diocesi di Luc'k e la sua costruzione venne iniziata nel 1616.

## Storia

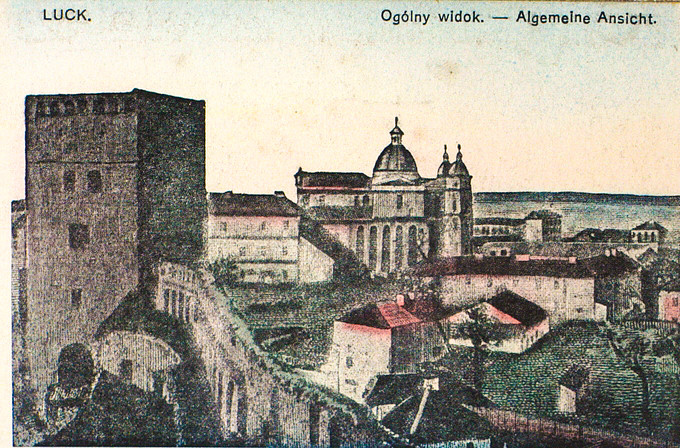
Castello e cattedrale in una cartolina dei primi anni del XX secolo

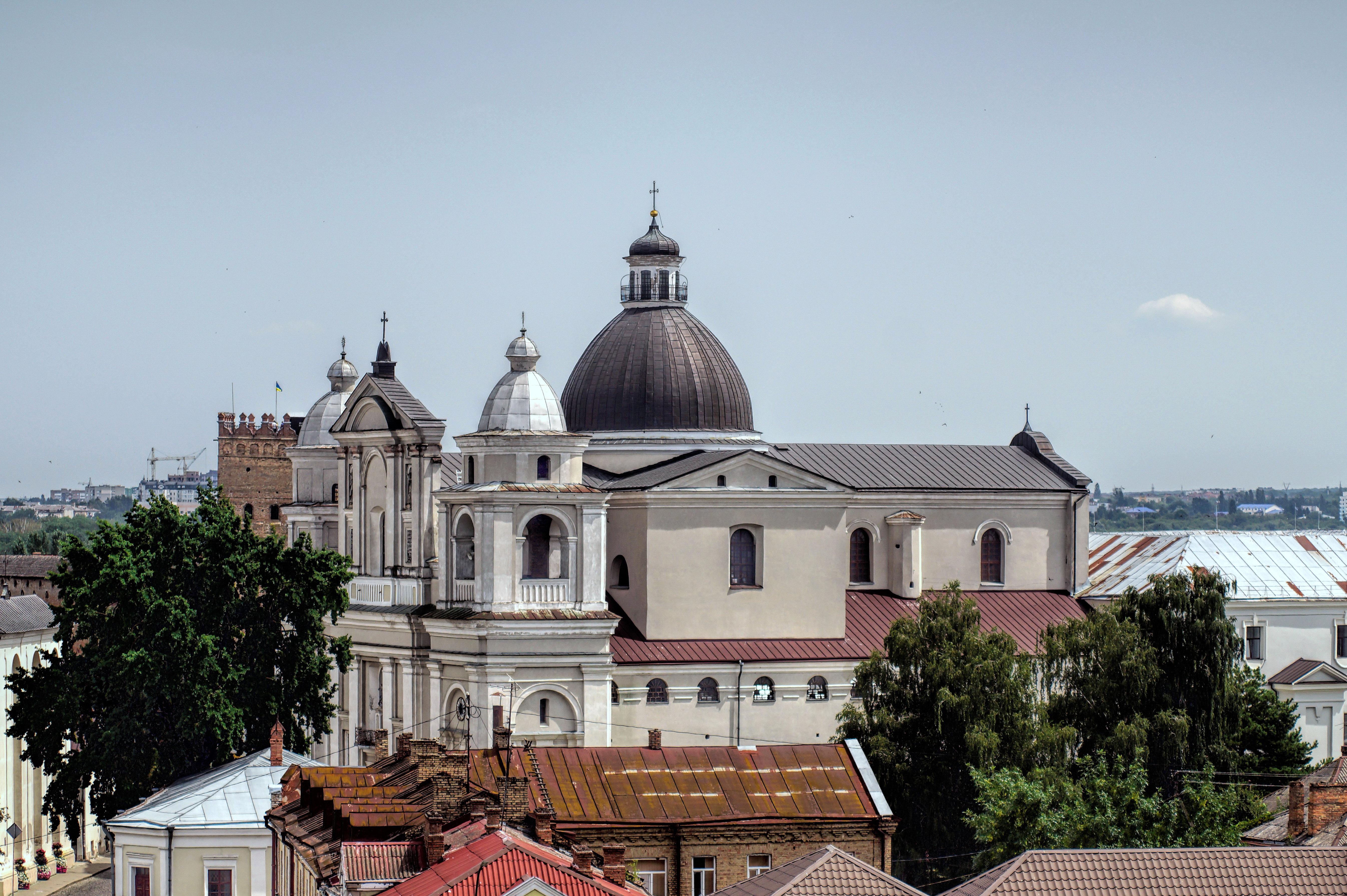
Complesso della cattedrale nel suo fianco a destra

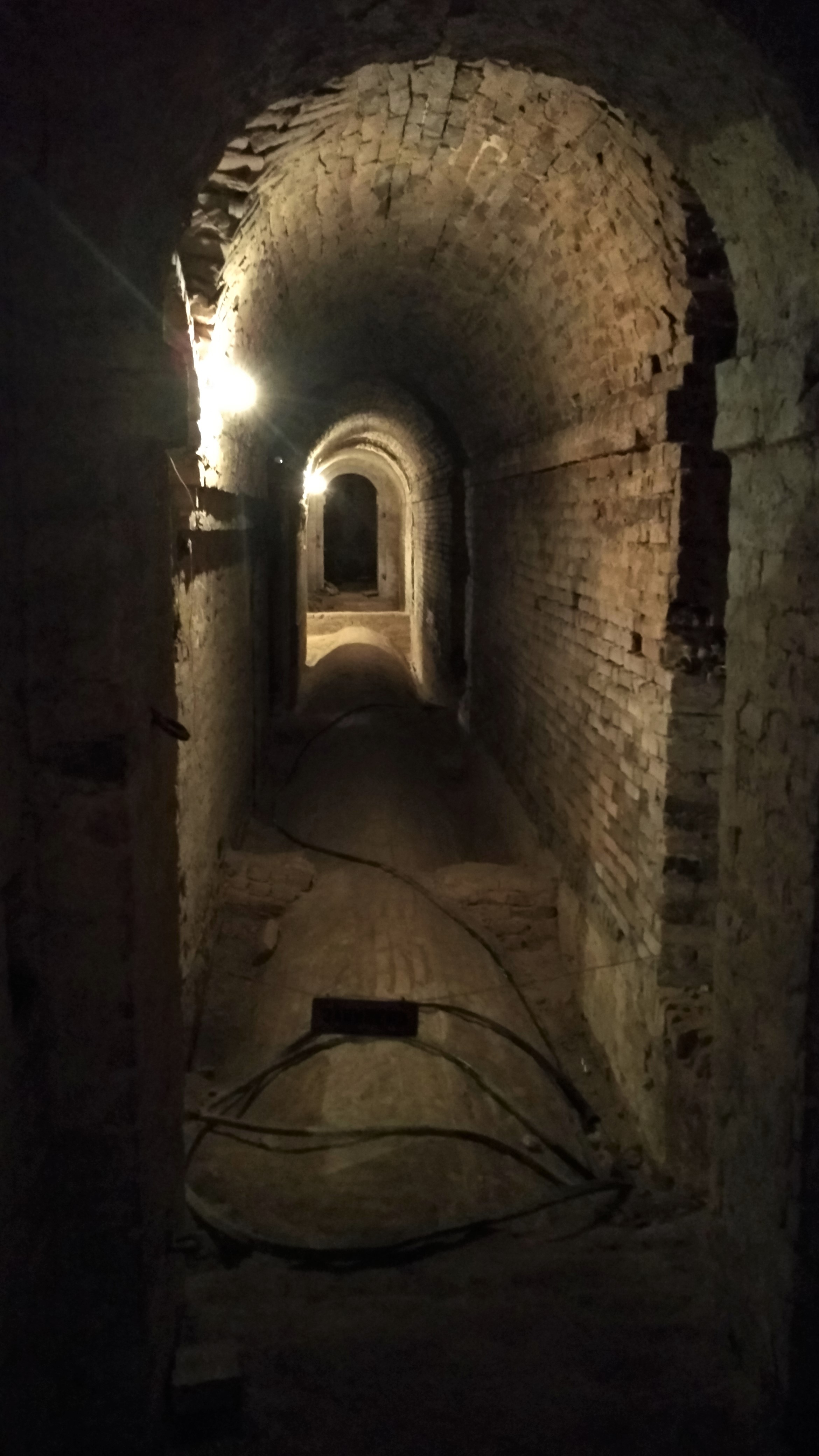
Uno dei passaggi sotterranei che univano la cattedrale all'esterno

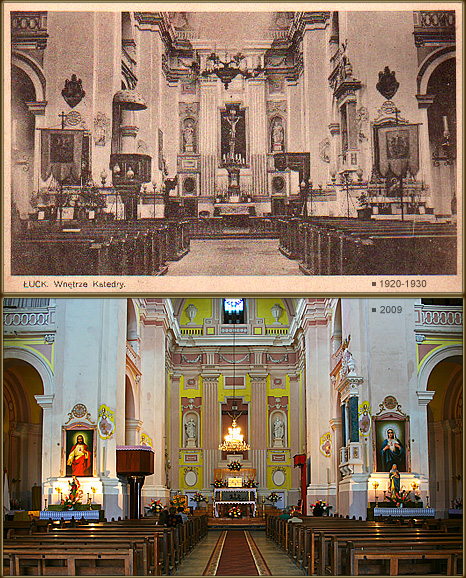
Interno della cattedrale. Confronto tra la situazione negli anni venti del XX secolo e quella nel 2009

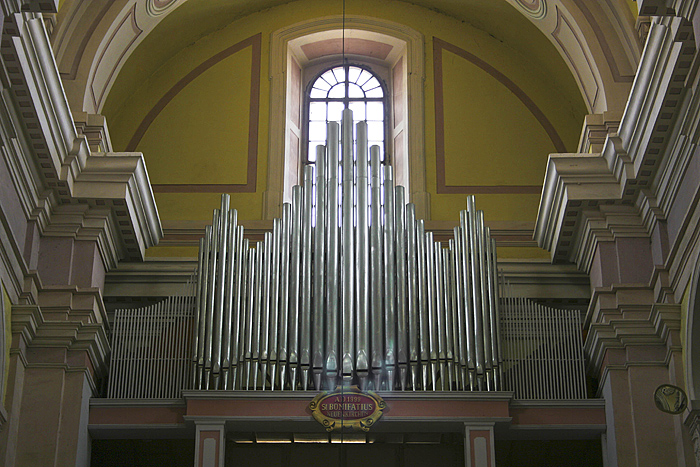
Organo a canne in controfacciata

Fu Sigismondo III di Polonia a fondare chiesa e convento, e il progetto fu affidato a Paweł Giżycki e a Giacomo Briano. La prima pietra fu posta il 16 luglio 1616 e nella seconda metà del secolo il cantiere venne chiuso. Questa chiesa affidata ai Gesuiti sorse dove stava la torre posta a difesa del castello.
L'edificio del collegio fu eretto dopo la chiesa. La cattedrale fu un importante centro spirituale, culturale ed educativo con una ricca biblioteca e un teatro studentesco.
La struttura del complesso, grazie alle sue mura, fece parte anche del sistema difensivo cittadino e una rete di sotterranei con pozzi lo rendevano adatto anche a resistere ad eventuali assedi.
Quando l'ordine dei Gesuiti fu soppresso la chiesa divenne proprietà pubblica e successivamente fu danneggiata da un incendio. Questo convinse le autorità a restituirla alla comunità cattolica la quale restaurò l'edificio nelle forme recenti e dandole dignità da cattedrale con interni riccamente decorati e nuove statue. L'aspetto esterno venne rinnovato anche le sue torri originali furono modificate conservando però tratti medievali. Dopo la seconda guerra mondiale venne chiusa al culto e trasformata in magazzino.
Con la dissoluzione dell'Unione Sovietica del 1991 la cattedrale è stata restaurata e riaperta al culto.

## Descrizione

### Esterni
L'architettura della cattedrale è eclettica con un misto di rinascimentale, barocco e classicismo. La facciata è neoclassica e la parte centrale che culmina con il grande frontone triangolare. Ai lati si trovano le due grandi torri; quella a destra ha base quadrata mentre quella a sinistra è a base ottagonale.

### Interni
La sala è suddivisa in tre navate e conserva dipinti, affreschi, targhe, mobili antichi e decorazioni a stucco. Molta parte del patrimonio artistico originale è andato perduto o è stato trasferito in altri luoghi di culto. Nella controfacciata è presente l'organo a canne.